# Болото Гниття
Боло́то Гниття́ (лат. Palus Putredinis) — морська ділянка на Місяці, в басейні Моря Дощів, між Апеннінами та кратером Архімед. Максимальний розмір — близько 180 км, площа — близько 8 тисяч км2, координати центра — 27°22′ пн. ш. 0°00′ сх. д. / 27.36° пн. ш. 0.00° сх. д.. Примітне проявами вулканізму, зокрема борозною Гедлі — однією з найбільших звивистих борозен Місяця. 1971 року було досліджене «Аполлоном-15».

## Назва
Назва «Болото Гниття» (лат. Palus Putredinis) з'явилася на карті Місяця 1651 року завдяки Джованні Річчолі. Але у нього вона належала материковій ділянці з південно-західного боку того, що називають Болотом Гниття тепер. Згодом ця назва перейшла на об'єкт цієї статті. Деякі автори вживали її у формі Palus Putredinus. 1935 року цю назву (в оригінальній формі) разом із багатьма іншими традиційними місячними назвами затвердив Міжнародний астрономічний союз.
У давнину Болото Гниття мало й іншу назву: 1647 року Ян Гевелій назвав його озером Тразімен (Lacus Trasimenus).

## Розташування та суміжні об'єкти
Болото Гниття розташоване на південно-східному краю басейна Моря Дощів. На південному сході його обмежує вал басейна — Апеннінський хребет, із протилежного боку — 81-кілометровий кратер Архімед, а з двох інших боків — невеликі материкові ділянки. На одній із них (на південному заході від болота) стоять гори Архімеда, а на іншій (на північному сході) лежить 39-кілометровий кратер Автолік.
Дві вершини Апеннін, що межують із болотом, отримали власні назви — гора Гедлі (Mons Hadley) біля східної точки болота та гора Гедлі-Дельта (Mons Hadley Delta) дещо південніше. Вони височіють над прилеглими областями болота на 4,0—4,2 та 3,4—3,5 км відповідно.
Береги болота порізані численними розломами. Це борозни Архімеда (на заході), борозни Френеля (на північному сході) та борозна Бредні (на півдні).

## Опис
Болото Гниття витягнуте з північного заходу на південний схід. Його довжина становить 180 км, а найбільша ширина — 70-80 км. На півдні від нього лежить маленька (45×15 км) відокремлена темна морська ділянка, яку неофіційно називають Озером Моцарта (Lacus Mozart).
Більша частина болота вкрита світлими променями та вторинними кратерами сусіднього молодого кратера Автолік. Застигла лава болота має червонуватий відтінок, що є наслідком низького вмісту титану. Поверхня болота лежить на 1,9—2,3 км нижче за місячний рівень відліку висот — приблизно на одному рівні з найближчими ділянками Моря Дощів і на півкілометра вище за рівень лавового покриву прилеглого кратера Архімед.
Вік сучасного лавового покриву Болота Гниття, згідно з оцінкою 2011 року, зробленою за підрахунком кратерів, становить 3,35+0,07
−0,11 млрд років для основної частини болота та 3,07+0,18
−0,31 млрд років для «Озера Моцарта». Ця оцінка віку основної частини болота добре збігається з радіометричним віком зразків базальту, доставлених звідти «Аполлоном-15» (3,30—3,35 або, за іншими даними, 3,20—3,40 млрд років). Таким чином, лава, що нині вкриває болото, виверглася поблизу межі імбрійського та ератосфенівського періодів. Вік звивистих борозен, що тягнуться болотом, становить (згідно з більш старими оцінками) 3,3 млрд років для борозни Гедлі та 3,3—3,8 млрд років для «борозни Моцарта».
Найбільший кратер болота — розташований у його західній частині 13-кілометровий кратер Сперр, залитий лавою і перетятий грядами.

### Вулканічні об'єкти
Крім лавового покриву, що утворює Болото Гниття, там є й інші сліди вулканічної активності — лавові канали, вулканічні кратери, невисокі куполоподібні пагорби — ймовірні вулкани, а також відклади темних пірокластичних порід.
На сході болота, біля підніжжя Апеннін тягнеться борозна Гедлі (Rima Hadley). Це одна з найбільших звивистих борозен Місяця: її довжина становить близько 150 км, найбільша ширина — 2 км, а глибина — 300—400 м. Об'єм борозни оцінюють у 28 км3. На півночі вона зливається з борознами Френеля (що мають тектонічне походження), а на півдні утворює розширення складної форми, що межує з горами. Ймовірно, борозна Гедлі, як і інші звивисті борозни Місяця, утворена потоком лави — можливо, лавовою річкою. Але її глибина росте з шириною (тоді як у річок — падає), що дає підстави інтерпретувати її як обвалений лавовий тунель. На користь цього свідчить і наявність у ній «розривів» — можливо, місць, що досі не обвалені. Дослідження борозни Гедлі було головною метою «Аполлона-15».
Біля борозни Гедлі є своєрідний кратер Джульєн у формі гантелі розміром 2,0×0,8 км. Ймовірно, він теж має вулканічне походження.

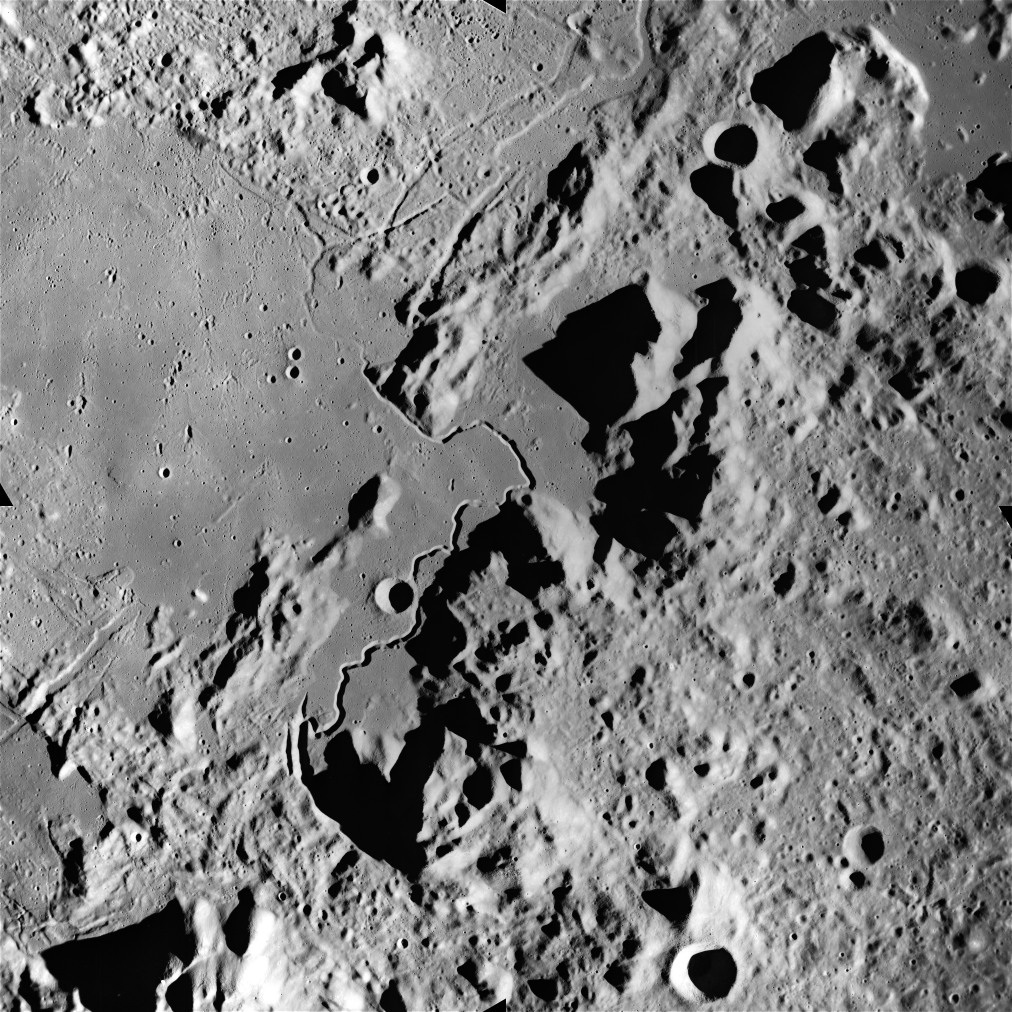
Східна частина Болота Гниття та Апенніни. Біля центра — борозна Гедлі. Знімок «Аполлона-15», 1971.
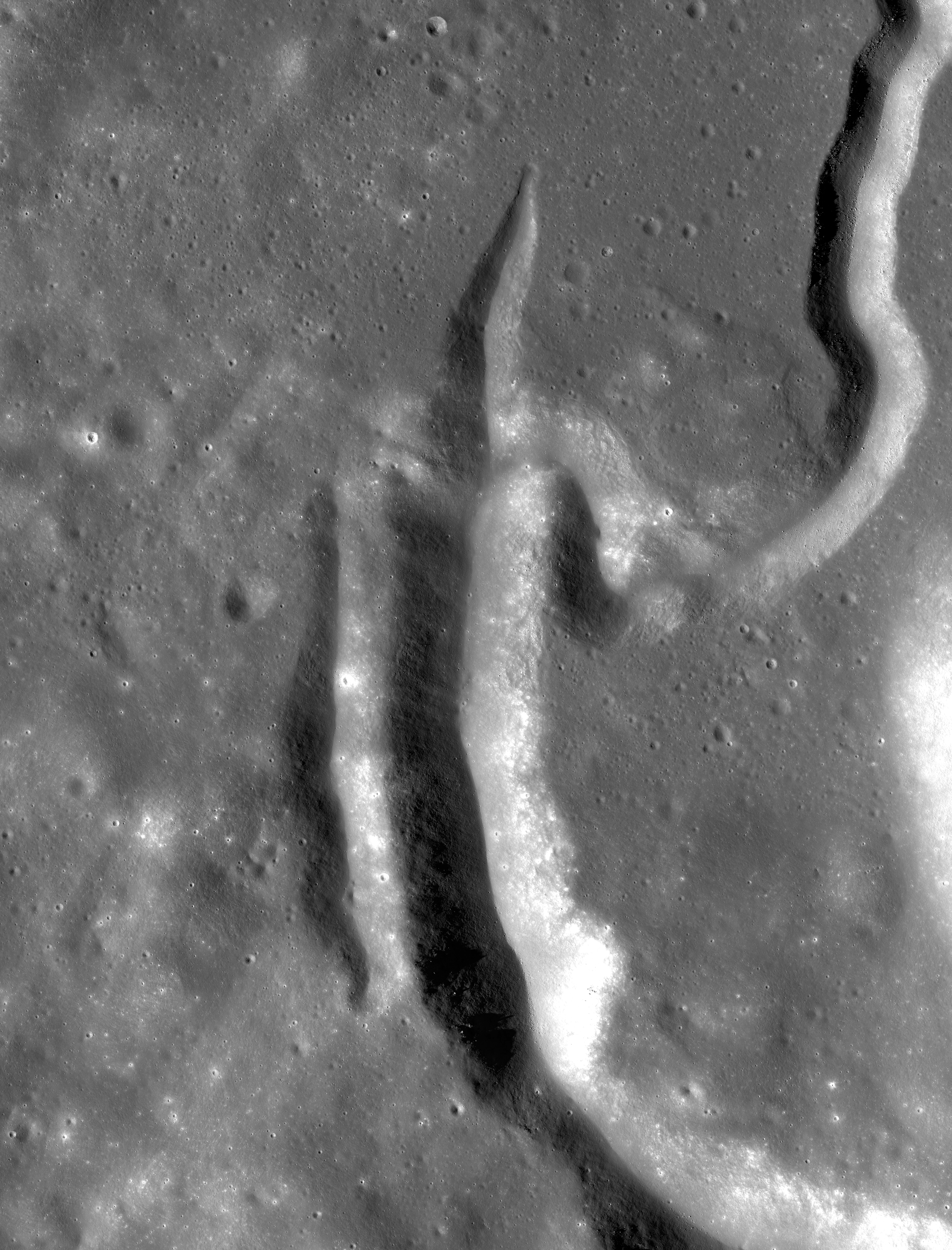
Западина на південному кінці борозни Гедлі (знімок LRO, 2009).
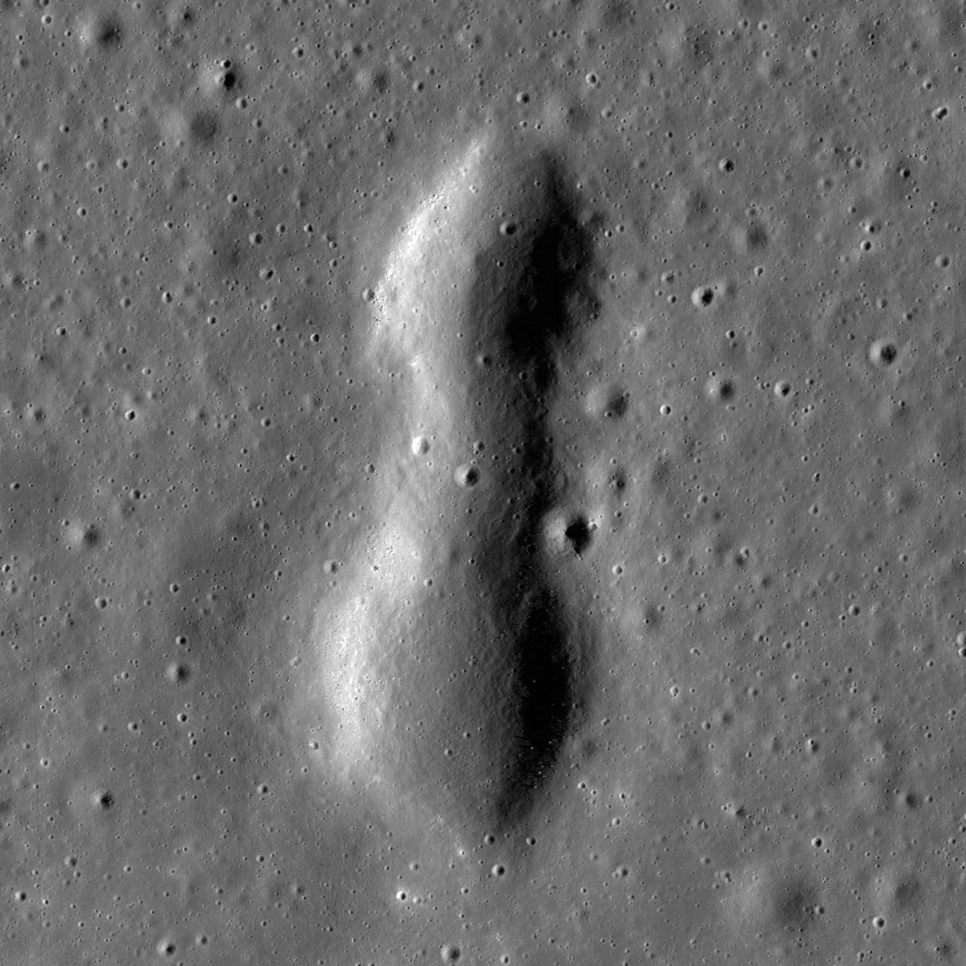
Кратер Джульєн, що може бути вулканічним (знімок LRO, 2012).

Інша звивиста борозна, довжиною близько 40 км і глибиною 250—500 м, тягнеться «Озером Моцарта» та його околицями. В одному місці вона роздвоюється. Вона має лише неофіційну назву — «борозна Моцарта» (Rima Mozart), запропоновану 1974 року на карті, виданій Військовим картографічним агентством США для НАСА. З цією борозною сполучені витягнуті кратери (по всій видимості, вулканічні), що отримали назви Кетлін, Енн та Майкл.

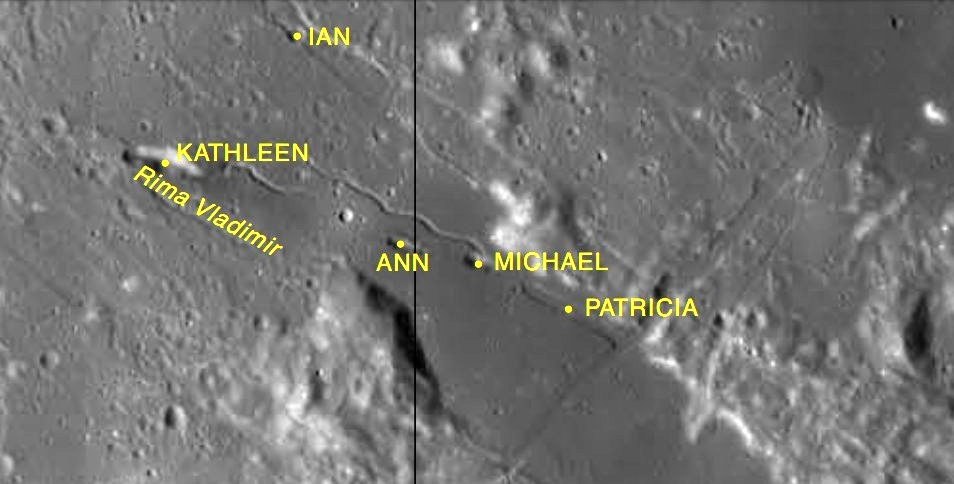
«Борозна Моцарта» з кратерами Кетлін, Енн та Майкл. Мозаїка знімків LRO.
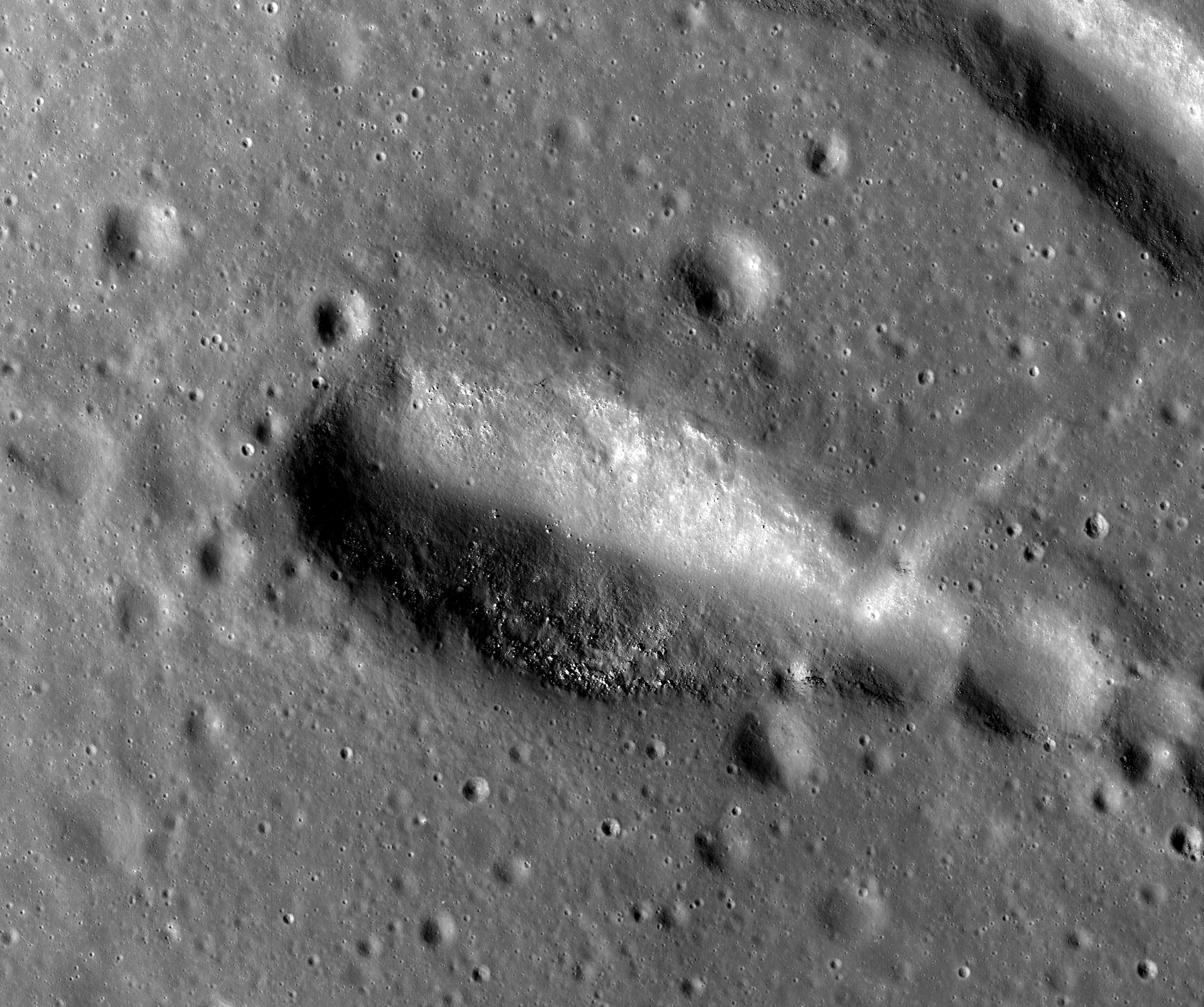
Кратер Енн (знімок LRO, 2009).
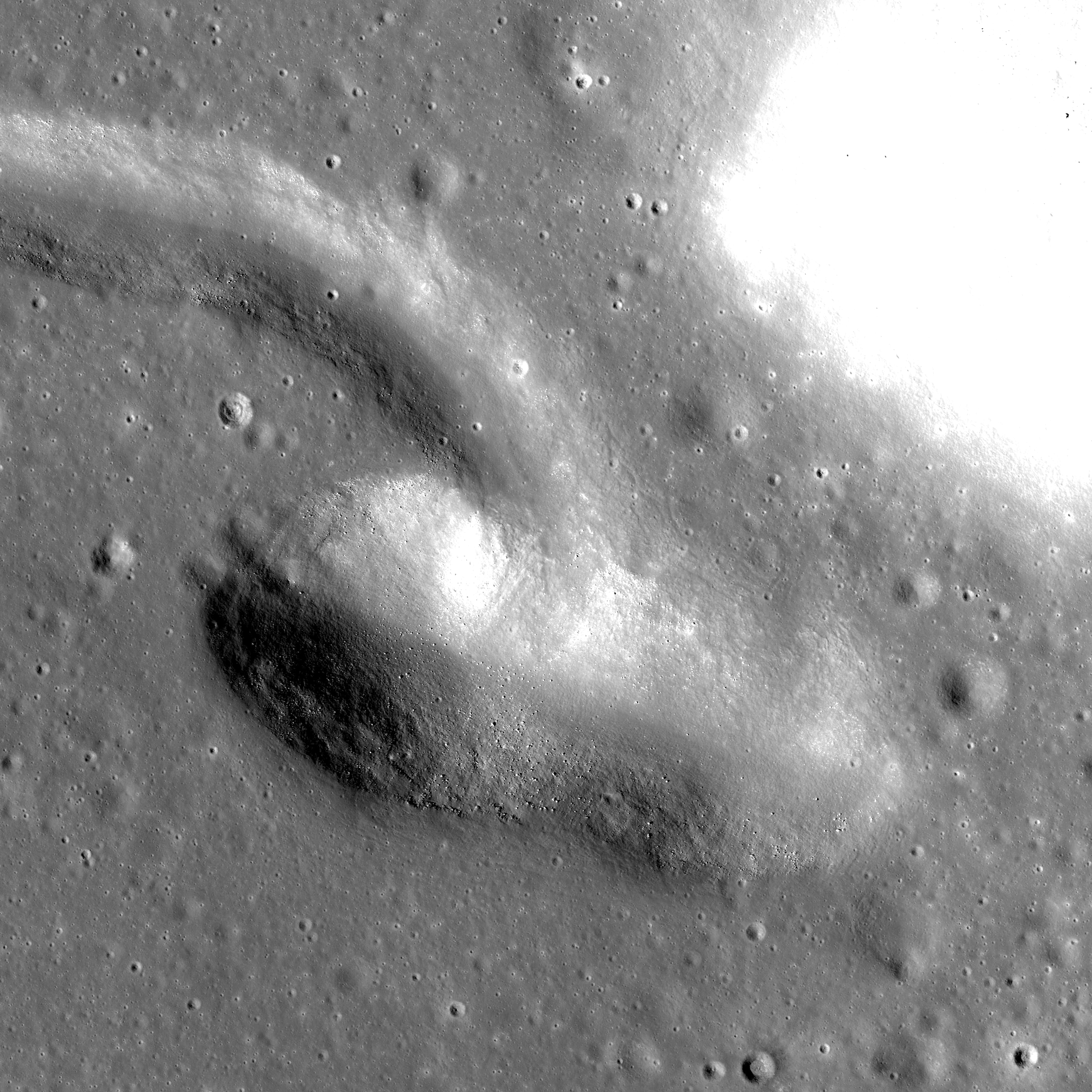
Кратер Майкл на східному кінці борозни (знімок LRO, 2009).

У Болоті Гниття є кілька низьких куполоподібних височин, що можуть бути вулканами або результатом інтрузії магми під поверхню. Зокрема, на 26°06′ пн. ш. 1°12′ сх. д. / 26.1° пн. ш. 1.2° сх. д. стоїть купол висотою 90 ± 10 м і діаметром близько 7 км, інтерпретований як вулкан.
У регіоні трапляються плями темних відкладів, які інтерпретують як пірокластичні породи від вибухових вивержень. Вони вкривають велику ділянку навколо однієї з борозен Френеля на північний схід від болота, а також менші ділянки біля південного кінця борозни Гедлі, на підніжжі Апеннін біля «Озера Моцарта» та навколо витягнутих кратерів, сполучених із «борозною Моцарта».

## Посадки космічних апаратів
- 14 вересня 1959 року на північному краю Болота Гниття (біля 29°06′ пн. ш. 0°00′ сх. д. / 29.1° пн. ш. 0.0° сх. д.) впала «Луна-2» — перший апарат, що досяг Місяця[26]. На честь цієї події сусідню ділянку Моря Дощів назвали Затокою Місячника.
- 30 липня 1971 року на сході Болота Гниття, біля підніжжя Апеннін (у точці 26°07′56″ пн. ш. 3°38′02″ сх. д. / 26.1322° пн. ш. 3.6339° сх. д.) сів місячний модуль «Аполлона-15», що стало четвертою висадкою людей на Місяць. За допомогою місячного автомобіля астронавти оглянули околиці на відстанях до 5 км, проїхавши загалом 27,9 км, та доставили на Землю 77,3 кг зразків каменю та ґрунту[27].

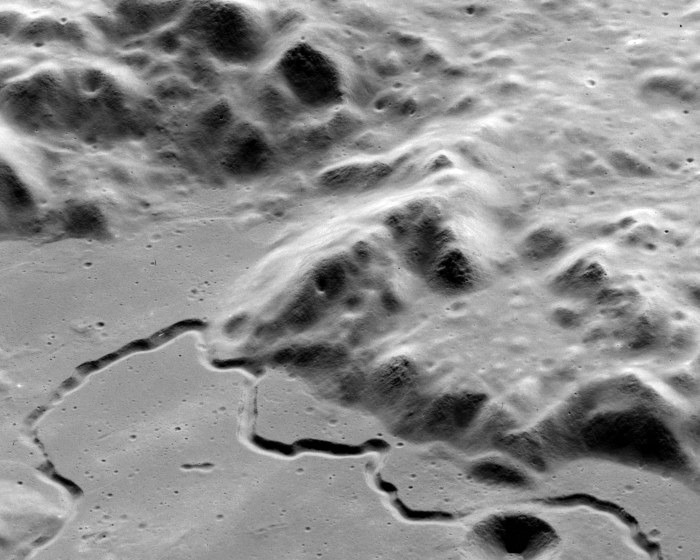
Східний край Болота Гниття. У центрі — гора Гедлі-Дельта, унизу — борозна Гедлі. «Затока» ліворуч — місце досліджень «Аполлона-15».
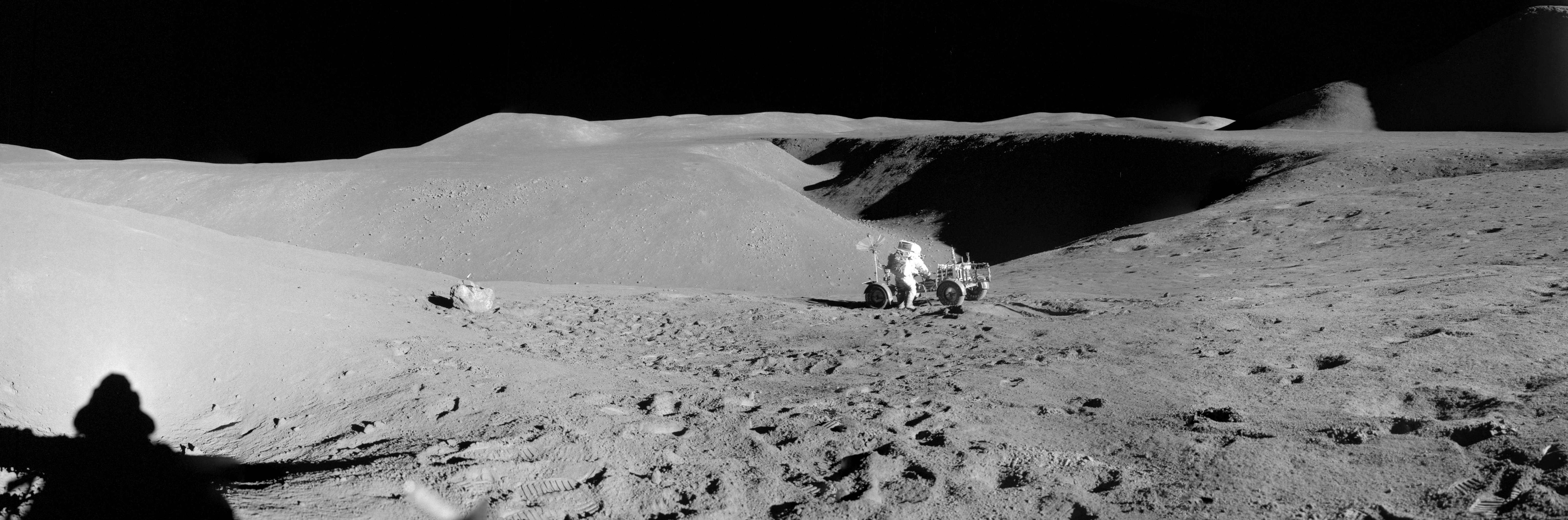
Борозна Гедлі зблизька

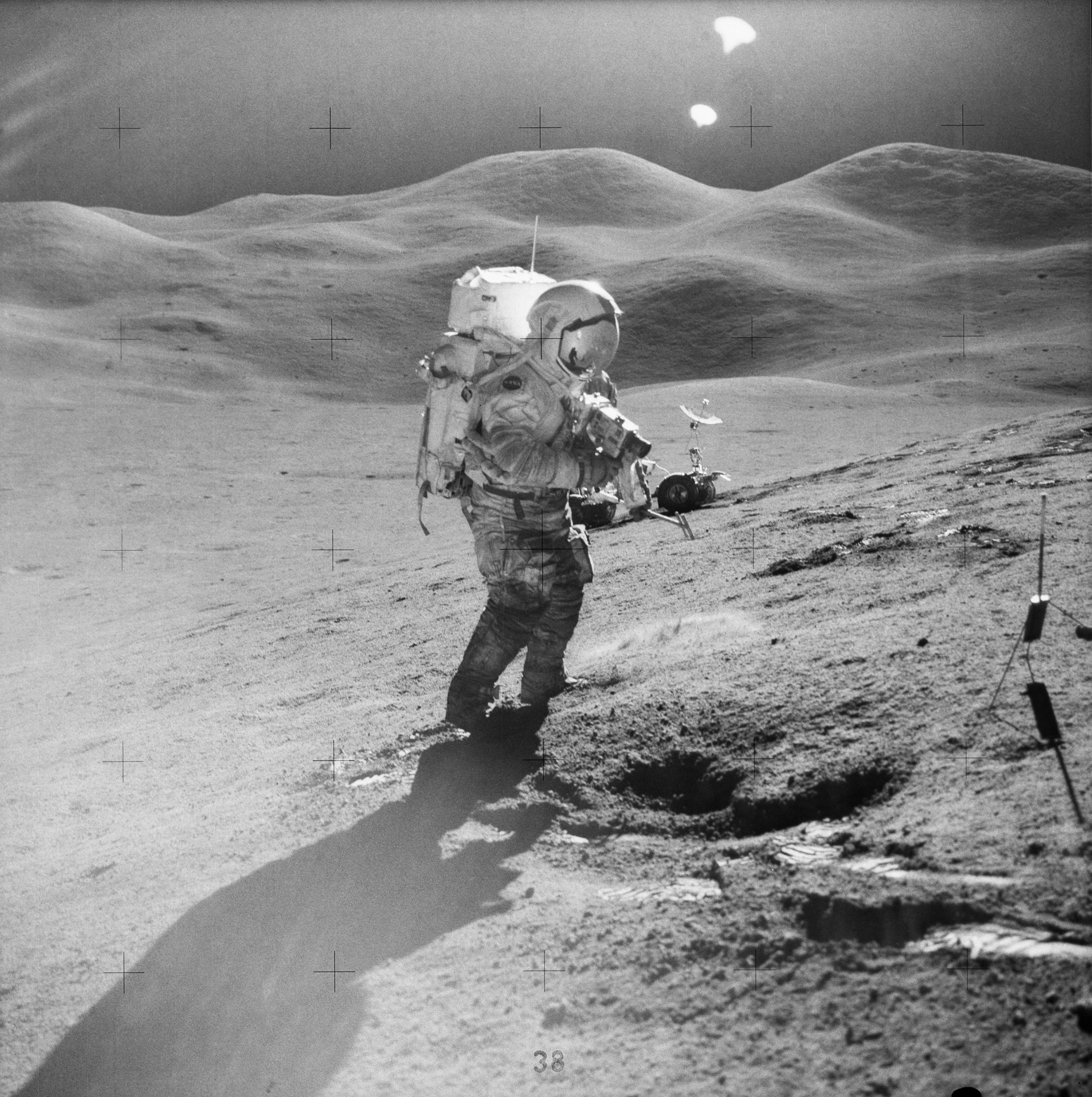
Девід Скотт на схилі гори Гедлі-Дельта
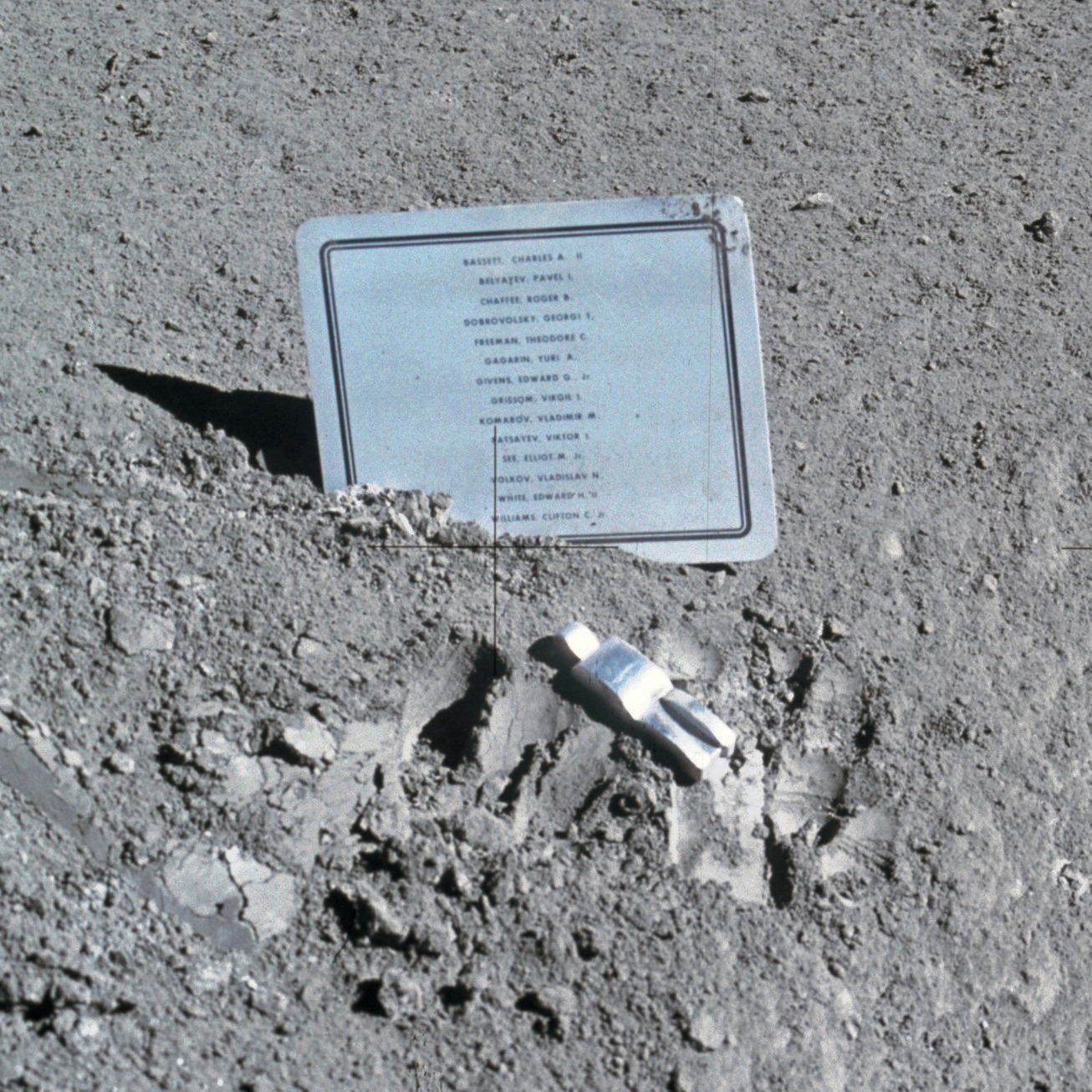
Маленький пам'ятник полеглим космонавтам, залишений на Місяці Девідом Скоттом.
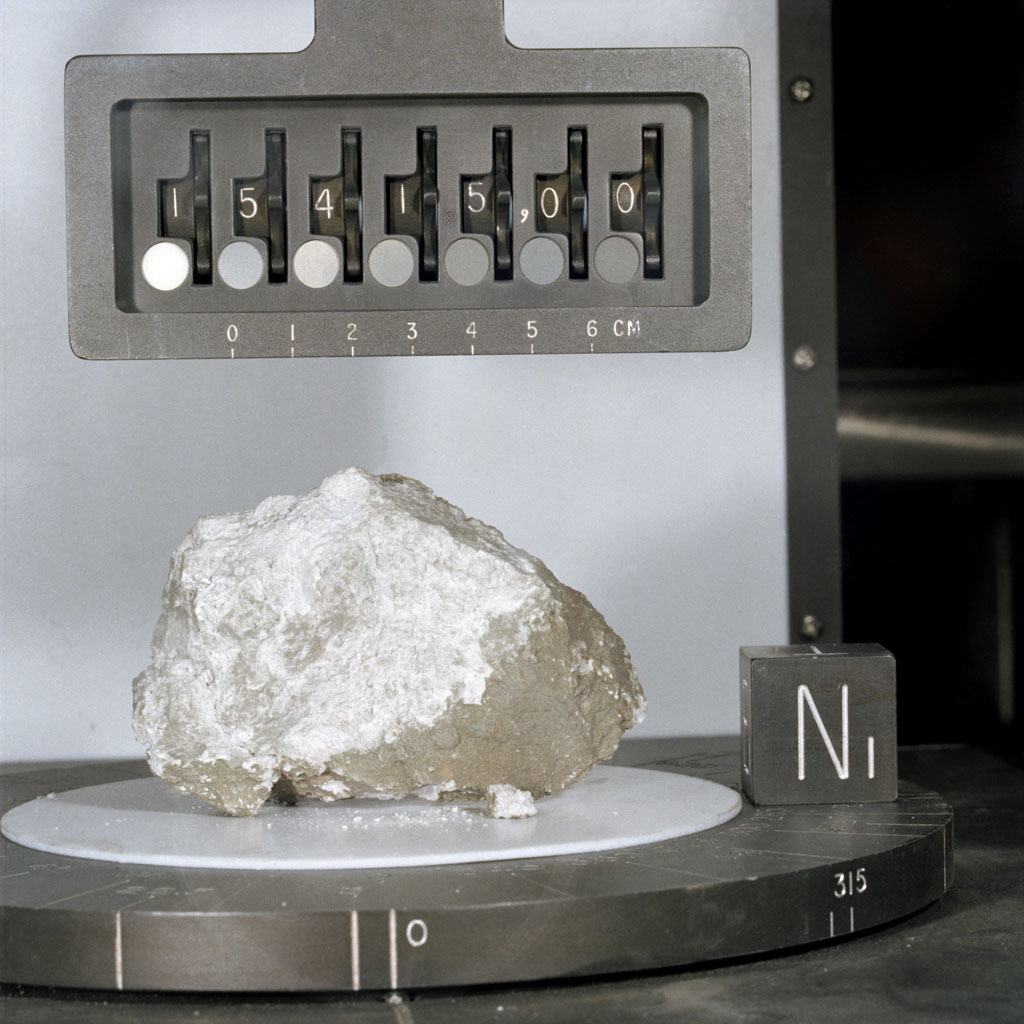
«Камінь Буття»[ru] — анортозит віком 4,1 ± 0,1 млрд років зі зборів «Аполлона-15»